# السوق الجديدة (عمران)

تعديل مصدري - تعديل

السوق الجديدة هي مدينة ومركز مديرية خارف بمحافظة عمران اليمنية، بلغ تعداد سكانها 2108 نسمة حسب الإحصاء الذي أجري عام 2004.